# Herrendal
Herrendal is een natuurgebied van 31 ha, gelegen direct ten noordoosten van de kom van Mook richting de Bisselt. Het is toegankelijk vanaf de Groesbeekseweg.
Het bestaat voornamelijk uit loof- en naaldbos, dat eigendom is van de gemeente Mook en Middelaar, en het sluit aan op de natuurgebieden Mookerheide en Mookerschans. Ook enkele perceeltjes akkerbouw- en weidegrond liggen verspreid in het gebied. Herrendal kent grote hoogteverschillen.
In Herrendal vindt men ook een 14 ha groot scouting-kampeerterrein.
In het gebied is een 2,5 km lange wandeling uitgezet die aansluit op de wandelroutes over de Mookerheide.

## Zandberg
Aansluitend vindt men het natuurpark "De Zandberg", een voormalige zandafgraving. Een monument, geplaatst in 2008, herinnert aan een drenkeling en een redder, die beide in 1948 omkwamen in de plas. Van 1963-1994 werd het gebied, na sluiting van de afgraving, als vuilstort gebruikt. Na 1994 werd deze stort afgedekt en omgevormd tot natuurpark, dat in 2006 werd geopend voor het publiek. Het hoogste punt daarvan 57 meter, van waar men een weids uitzicht heeft over het Maasdal.